# Hành thư
Hành thư (行書) là một phong cách viết chữ Hán bắt nguồn từ thảo thư. Tuy nhiên, vì nó không quá tháu như thảo thư cho nên dễ đọc hơn, và hầu hết những người đọc được khải thư cũng đều có thể đọc được hành thư. Một trong những nhà thư pháp nổi tiếng nhất viết theo lối hành thư là Vương Hi Chi thời Đông Tấn.